# Eremobelba japonica
Eremobelba japonica är en kvalsterart som beskrevs av Aoki 1959. Eremobelba japonica ingår i släktet Eremobelba och familjen Eremobelbidae. Inga underarter finns listade i Catalogue of Life.